# J. Arch Getty
John Arch Getty III (ur. 30 listopada 1950, zm. 19 maja 2025)  – amerykański historyk i sowietolog. 

## Życiorys
W 1972 ukończył studia na Uniwersytecie Pensylwanii. Uzyskał doktorat w 1979, w Boston College. Był profesorem na Uniwersytecie Kalifornijskim. Zajmował się dziejami ZSRR w okresie stalinizmu, zwłaszcza historią partii komunistycznej tego okresu. Zaliczany do grona rewizjonistów.

## Wybrane publikacje
- (współautor: Roberta Thompson Manning), Stalinist Terror: New Perspectives, New York, Cambridge University Press 1993. ISBN 0-521-44670-8
- (współautor: Oleg W. Naumow), The Central Party Archive: A Research Guide, Univ Pittsburgh Center for Russian 1993. ISBN 99944-868-6-1
- Origins of the Great Purges: The Soviet Communist Party Reconsidered, 1933-1938, New York, Cambridge University Press, 1985.   Ninth printing 1996. ISBN 0-521-33570-1
- (współautor: Oleg W. Naumow), The Road to Terror: Stalin and the Self-Destruction of the Bolsheviks, 1932-1939, Yale University Press, 1999, ISBN 0-300-09403-5
- (współautor: Oleg W. Naumow), Stalin's "Iron Fist:" The Times and Life of N. I. Yezhov, Yale University Press 2008. ISBN 0-300-09205-9
- Practicing Stalinism: Bolsheviks, Boyars, and the Persistence of Tradition, Yale University Press, 2013, ISBN 0-300-16929-9

## Publikacje w języku polskim
- (współautor: Oleg W. Naumow), Jeżow: żelazna pięść Stalina, przekł. Grażyna Waluga, Jacek Złotnicki, Warszawa: Wydawnictwo Amber 2008.